# WASP-47
WASP-47, K2-23, EPIC 206103150 — одиночная звезда в созвездии Водолея на расстоянии приблизительно 882 световых лет (около 270 парсек) от Солнца. Видимая звёздная величина звезды — +11,936m.
Вокруг звезды обращаются, как минимум, четыре планеты.

## Характеристики
WASP-47 — жёлтый карлик спектрального класса G5, или G9V. Масса — около 1,04 солнечной, радиус — около 1,19 солнечного, светимость — около 1,058 солнечной. Эффективная температура — около 5400 К.

## Планетная система
в 2012 году группой астрономов, работающих в рамках программы SuperWASP, была открыта планета WASP-47 b. Это типичный горячий юпитер, обращающийся очень близко к родительской звезде. Его эффективная температура составляет 1220 кельвинов.
В августе 2015 года с помощью данных, полученных орбитальным телескопом Кеплер, было объявлено об открытии двух транзитных планет: горячей суперземли WASP-47 e и горячего нептуна WASP-47 d. Их орбиты лежат близко к звезде. Самая внутренняя планета, WASP-47 e, совершает оборот вокруг светила всего лишь за 19 часов. WASP-47 d по размеру превосходит нашу Землю в три с половиной раза и совершает оборот вокруг звезды за 9 суток.
С помощью спектрографа CORALIE, установленного на телескопе им. Эйлера в Ла Силья, Чили, в 2015 году была открыта четвёртая планета, газовый гигант WASP-47 c. Открытие было совершено методом доплеровской спектроскопии. Орбита планеты лежит на расстоянии 1,36 а.е. от звезды, поэтому её эффективная температура составляет около 247 кельвинов. Если WASP-47 c имеет спутники, на них вполне могла бы существовать жизнь.